# Пливање на Летњим олимпијским играма 1904 — једна миља слободно за мушкарце
Пливачака дисциплина једна миља (1609,34 м) слободним стилом за мушкарце била је једна од десет пливачких дисциплина на програму Летњих олимпијских игара 1904. у Сент Луису. Пошто је ово било једино пливачко такмичење у историји олимпијског пливања у којем су се поједине деонице мериле у јардима и миљама, то је и ова дисциплина први и једини пут била на олимпијском програму. Од следићих Игара 1908. уместо ове уведена је дисциплина 1.500 метара слободним стилом, која је и данас на програму.
Такмичење је одржано 6. септембра 1904. Учествовало је седам пливача из 4 земље.

## Земље учеснице
- Аустрија (1)
- Немачка (1)
- Мађарска (1)
- САД (4))

## Победници
|                   |                     |                  |
| Емил Рауш Немачка | Геза Киш · Мађарска | Frank Gailey САД |

## Финале
Због малог броја учесника није било предтакмичења, па су сва седморица директно учествовали у финалу.
|    | Емил Рауш, Немачка  | 27:18,2 |
|    | Геза Киш, Мађарска  | 28:28,2 |
|    | Francis Gailey, САД | 28:54,0 |
| 4. | Ото Вале, Аустрија  | неп.    |
| 5. | Едгар Адамс, САД    | НЗ      |
| 6. | Луис Хендли, САД    | НЗ      |
| 7. | John Meyers, САД    | НЗ      |